# Congo Bongo
Pour les articles homonymes, voir Tip Top (homonymie).
Congo Bongo (コンゴボンゴ), ou Tip Top pour certaines versions européennes, est un jeu vidéo de plates-formes sorti en 1983 sur borne d'arcade, puis porté sur différentes plates-formes. Le jeu a été développé et édité par Sega.

## Record
Le record sur borne arcade est détenu par l'Américain Jason Cram, le 21 juillet 2003, avec un score de 1 506 300.